# Bandy na Zimskih olimpijskih igrah 1952
Bandy na Zimskih olimpijskih igrah 1952.

## Rezultati (demonstracijska disciplina)
| Tekma | Zlato   | Srebro   | Bron   |
| Bandy | Švedska | Norveška | Finska |